# Roger Bricoux
Roger Marie Joseph Léon Bricoux (Cosne-Cours-sur-Loire, 1 de junio de 1891 - RMS Titanic, océano Atlántico, 15 de abril de 1912) fue un violonchelista francés miembro de la orquesta del Titanic.

## Biografía

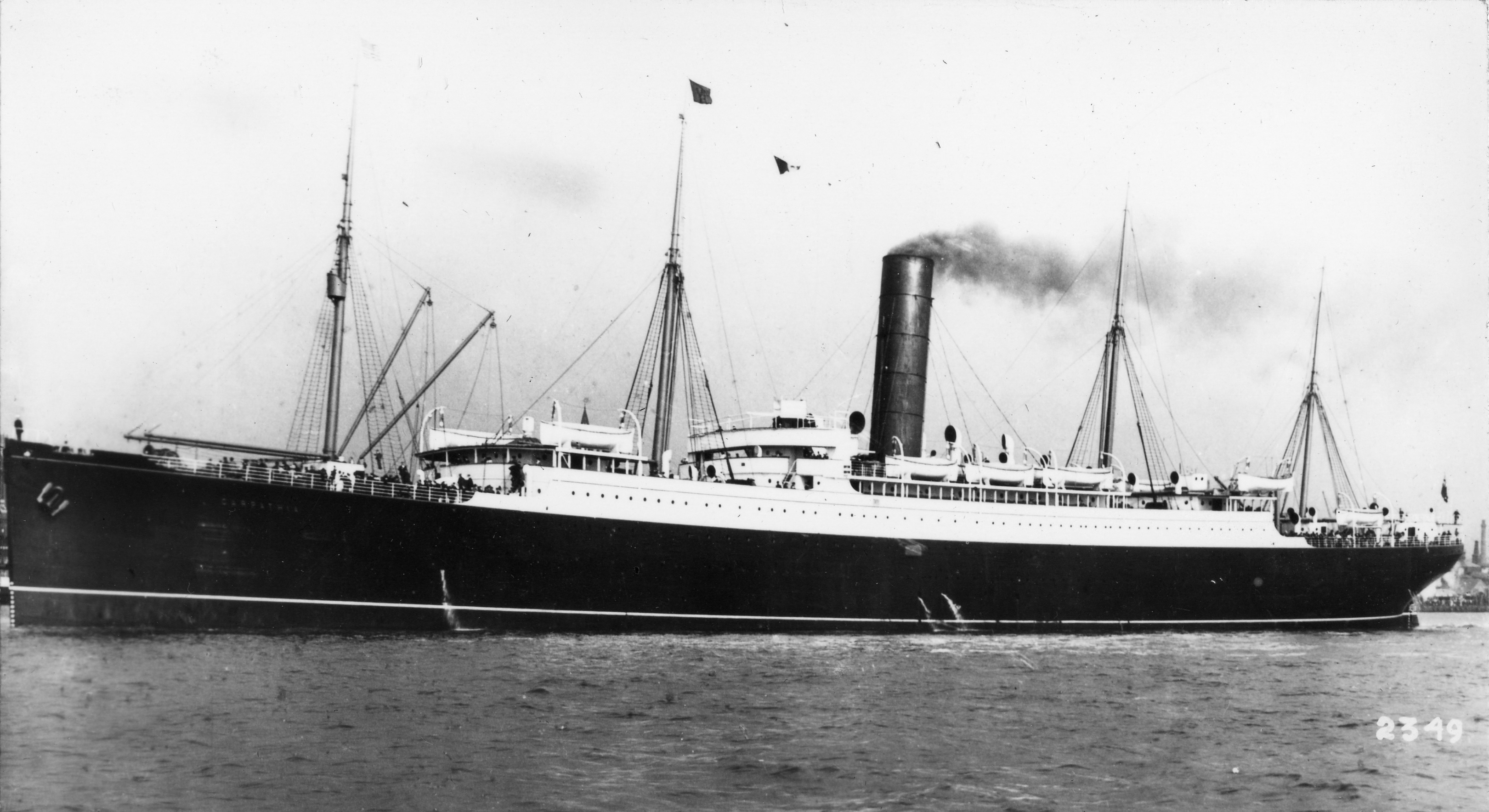
Bricoux sirvió en el Carpathia.

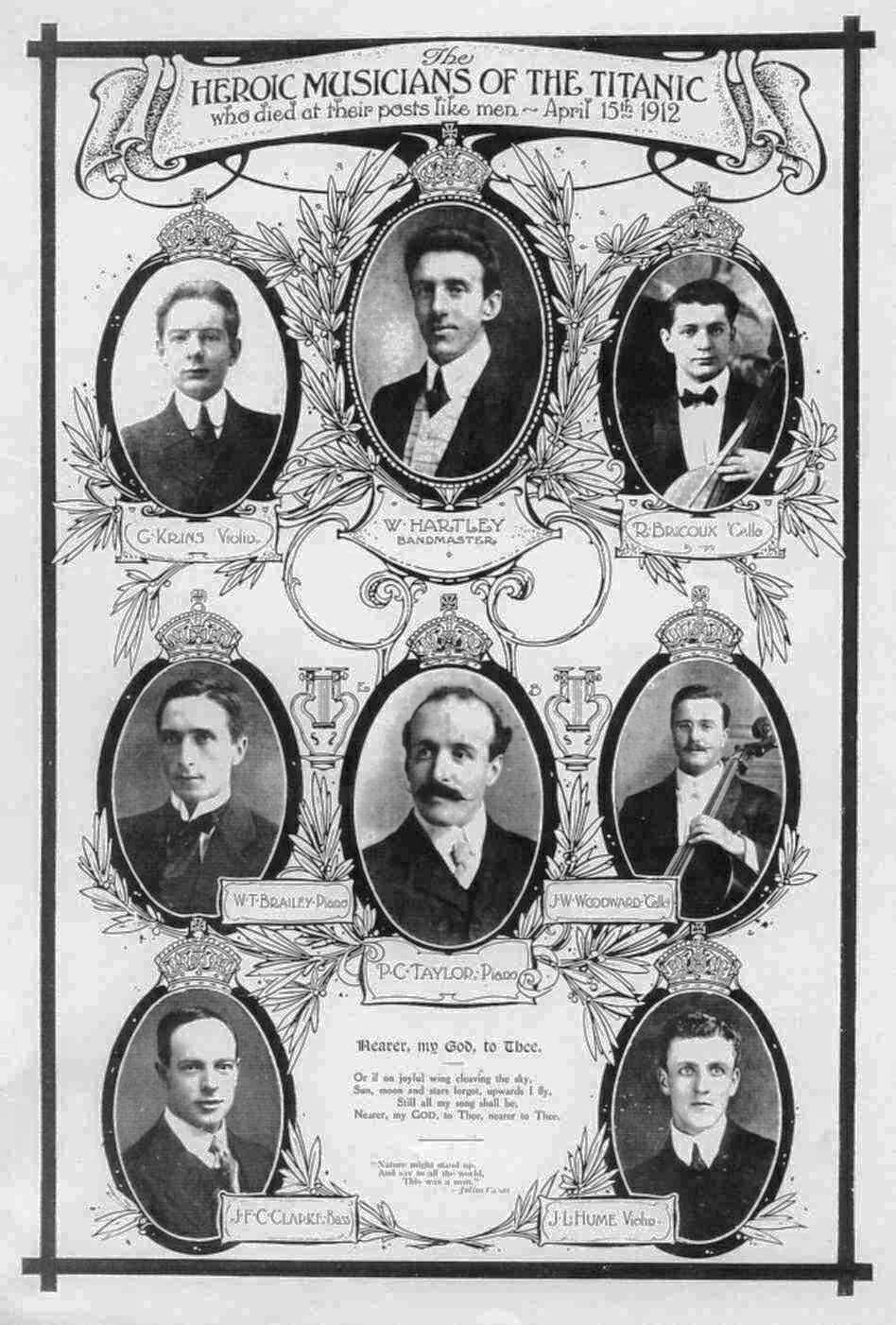
Roger Bricoux (arriba a la derecha) junto a los otros miembros de la orquesta del Titanic, 1912.

Roger Bricoux nació el 1 de junio de 1891 en la calle de Donzy en Cosne-sur-Loire. Era hijo de Léon Félix Bricoux, artista músico que permanecía en aquel momento trabajando en Mónaco, y su esposa Marie Rose Dherbier. 
La familia se mudó a Mónaco y fue educado en varias instituciones católicas en Italia. Siendo niño ganó el primer premio del conservatorio de Bolonia por su talento musical. Después de estudiar en el conservatorio de París, se mudó a Inglaterra en 1910 para unirse a la orquesta del Grand Central Hotel de Leeds. En 1911 se instaló en Lille, Francia tocando en varios establecimientos de la ciudad. Roger Bricoux embarcó a principios del año 1912 a bordo del Carpathia de la Cunard Line donde coincidió con el pianista británico Theodore Brailey, antes de pasar ambos a servir en abril en el Titanic de la White Star Line en su viaje inaugural a Nueva York.
Era el único músico francés y el miembro más joven de la orquesta del Titanic. Junto a los británicos Percy Cornelius Taylor y John Wesley Woodward, era uno de los tres violonchelistas de la orquesta. Roger Bricoux murió en su puesto como los otros siete músicos, durante el naufragio del Titanic. Su cuerpo, suponiendo que llegara a ser recuperado, no fue nunca identificado.
Después de su muerte, las autoridades estadounidenses no enviaron su certificado de defunción por lo que fue declarado «rebelde» por el ejército francés el 4 de enero de 1913.
Considerado como «desertor» durante la movilización general de la Primera Guerra Mundial, fue retirado de los controles de insumisión el 1 de febrero de 1917, una vez recibido el certificado de defunción en esta fecha.
En 2000, gracias a las gestiones de la Asociación francesa del Titanic (AFT), el tribunal de primera instancia de Nevers hizo completar la partida de nacimiento de Roger Bricoux en Cosne-sur-Loire con la siguiente mención al margen:

Por sentencia del 11 de agosto de 2000, la Sala de Familia del Tribunal de Primera Instancia de Nevers ha dicho que el interesado, miembro de la tripulación del Titanic, falleció en el mar, en la noche del 14 al 15 de abril de 1912.

El 2 de noviembre de 2000, una placa conmemorativa fue colocada en el cementerio de Cosne-Cours-sur-Loire por la ciudad y la misma asociación.